# Mária Valéria Bike
Koordináták: é. sz. 47° 47′ 38″, k. h. 18° 44′ 31″47.793889°N 18.741944°E
Az EBI (Esztergom Bicikli) Magyarország első közösségi kerékpáros rendszere, amelyet 2013. szeptember 20-án adtak át Esztergomban.  Az EBI-t a fejlesztő Neuzer Kft. 6 állomással 92 dokkolóval és 60 kerékpárral üzemelteti.

## Története

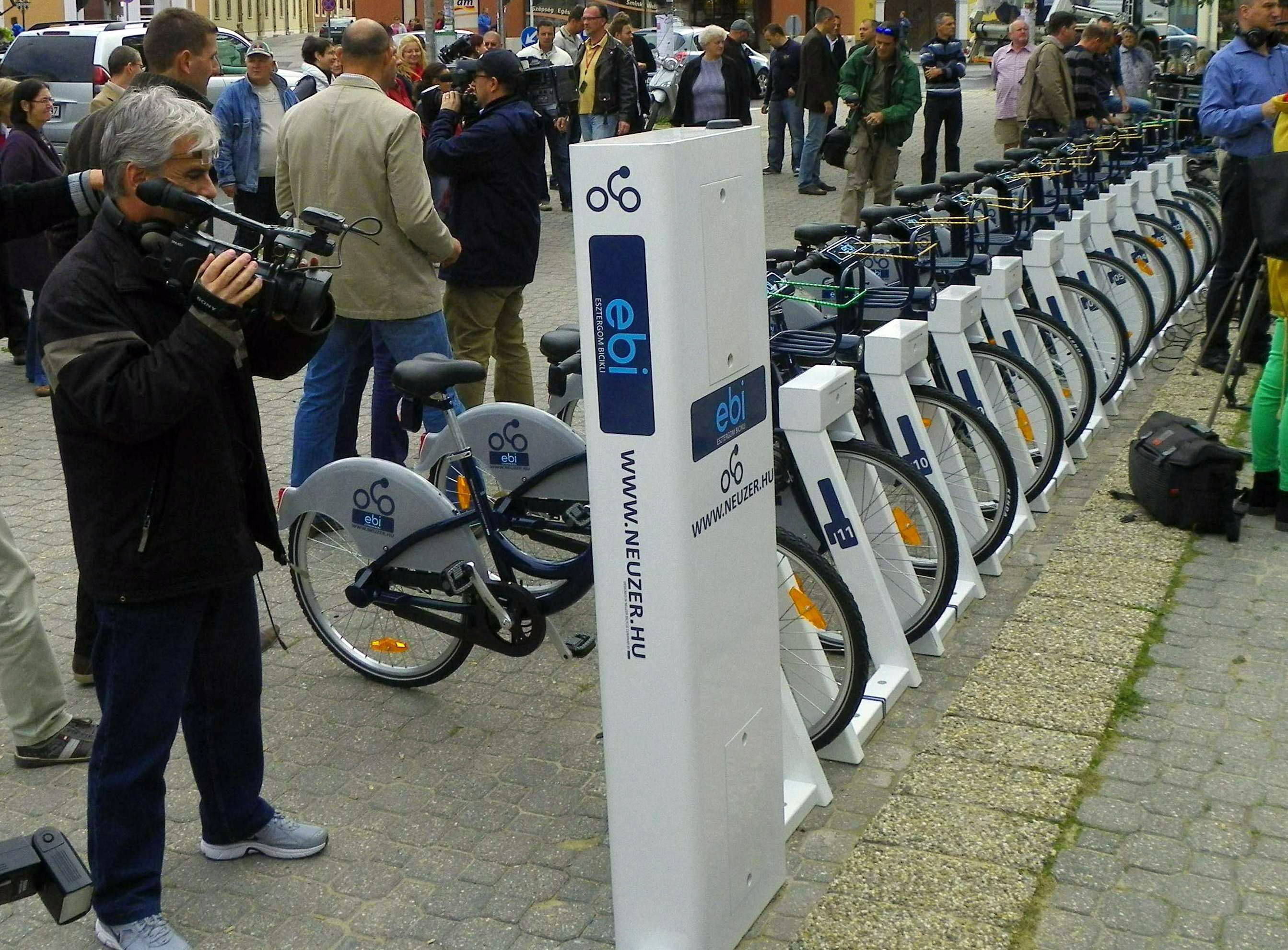
Az ország első közösségi kerékpár-rendszerének átadása nagy sajtóérdeklődés mellett történt 2013-ban.

Az EBI-t egy esztergomi székhelyű kerékpárgyártó cég, a Neuzer Kft. fejlesztette ki külföldi példák tanulmányozása után. A rendszert 50 millió forint ráfordításával hozták létre, az önkormányzat a dokkoló-szigetekhez szükséges helyet biztosította. A társaság a fejlesztéshez korábban 25 millió forintos támogatást nyert. A rendszer öt állomással és 50 kerékpárral indult. Azóta egy új állomást létesítettek a Tesco áruháznál. 2014 márciusától az addigi kölcsönző-kártyák kiváltása mellett már lehetőség van online vásárolt PIN-kóddal is kerékpárt kölcsönözni.
2016 februárjában Romanek Etelka polgármester bejelentette, hogy a városvezetésnek szándékában áll az esztergomi közbringa-rendszer kiterjesztése, sőt tervben van, hogy több településsel együttműködve valósuljon meg az EBI bővítése, a város területén megdupláznák a kerékpárok számát.
A polgármester 2016 szeptemberében egy testületi ülésen arról számolt be, hogy már tárgyalások folynak a rendszer átvételéről, bővítéséről. A város egy határon átnyúló kerékpár-kölcsönző rendszerré fejlesztené az EBI-t.

### Továbbfejlesztés
A kölcsönző rendszer eredeti formájában 2019. október 1-től az üzemeltetés szünetelt, és 2020 februárjától modernebb rendszer került kiépítésre Mária Valéria Bike (MV Bike) néven Esztergom és Párkány (Štúrovo) településeken. Az új rendszerben 20 állomás van, 6 Párkányban, 14 Esztergomban. A rendszerben vegyesen vannak hagyományos és elektromos kerékpárok. A dokkolók az elektromos kerékpárok akkumulátorainak töltését is elvégzik.

## A kerékpárok
A kölcsönzőhöz egyedi tervezésű kerékpárok tartoznak, vázuk nagy igénybevételre tervezett. A kerékpár alkatrészei nem szabványosak, ezért a piacon értéktelenek. Minden eleme egyedi speciális szerszámmal szedhető csak szét. Váza erőteljes, hogy a nagy igénybevételt kellőképpen ellássa. Ezek az intézkedések a vandál-biztosságot hivatottak garantálni. Minden bicikli egy elöl felszerelt csomagtartóval rendelkezik, és GPS jeladóval van ellátva.

## Állomások
- Tesco áruház, Mátyás király utca 30.
- Bástya áruház, Rákóczi tér
- Liszt Ferenc utca
- Sötétkapu, Majer István út-Iskola u. sarka
- Rendőrség, Baross Gábor út
- Buszpályaudvar, Simor János utca